# Euclides (tijdschrift)
Het tijdschrift Euclides is het verenigingsorgaan van de Nederlandse Vereniging van Wiskundeleraren (NVvW). Ook ziet het tijdschrift zichzelf als een vakblad voor de wiskundeleraar.

## Geschiedenis
Het tijdschrift Euclides is begonnen in 1924 als bijvoegsel bij het Nieuw Tijdschrift voor Wiskunde. Het Nieuw Tijdschrift was een tijdschrift voor studenten die een lesbevoegdheid in de wiskunde voor de mulo, de handelsschool en de hbs wilden behalen. De akten daarvoor heetten KI en KV (K één en K vijf).
Dat tijdschrift bevatte vooral theorie en vraagstukken die voor die aktenstudies relevant waren. Het Bijvoegsel richtte zich vooral op de didactiek van de wiskunde en bevatte ook artikelen met kritiek op relevante wetgeving, alsmede boekbesprekingen.
In 1924 werd de hbs omgedoopt tot hbs-b en werd tevens de hbs-a als nieuwe onderwijsvorm ingevoerd. Dit feit was mede aanleiding voor het ontstaan van het Bijvoegsel. Vanaf de 4de jaargang werd, met enkele veranderingen in de ondertitel, de naam Euclides aangenomen.
De redactie van de eerste jaargang bestond onder meer uit de wetenschapshistoricus E.J. Dijksterhuis en de wiskundige P. Wijdenes.

## Doelen
De doelen van het tijdschrift Euclides zijn (conform het redactiestatuut):
- het geven van informatie van de vereniging aan haar leden;
- het bieden van een forum (discussieplatform) voor de leden;
- het bieden van de mogelijkheid tot publiceren van artikelen op het gebied van het wiskundeonderwijs, in de meest ruime zin genomen.

## Redactie
De redactie van Euclides bestaat uit leden van de NVvW, die daarmee een bijzondere werkgroep van die vereniging vormen, deels buiten verantwoordelijkheid van het bestuur van de NVvW. De relatie tussen NVvW-bestuur en redactie is vastgelegd in het redactiestatuut.
Volgens dat statuut telt de redactie ten minste zes leden die de volgende functies bekleden: redactievoorzitter, hoofdredacteur, eindredacteur, redacteur. Van elk van deze functies is een functiebeschrijving in het statuut opgenomen. De redactievoorzitter en de hoofd- en eindredacteur vormen de zogenoemde kernredactie van Euclides.
De redactie bestond in juni 2018 uit acht leden.

## Verschijning
Het blad verschijnt zeven keer per jaar (in meerkleurendruk) en wordt toegezonden aan de leden van de vereniging en aan abonnees. Er is geen publieke verkoop van het blad.
Incidenteel maakt de inhoud het blad tot een zogenoemde special, waarin (met een groter dan gebruikelijk aantal pagina's en soms in een ander formaat) een bijzonder onderwerp uit de wiskunde of het wiskundeonderwijs aan de orde wordt gesteld.

## Digitaal
De NVvW vierde in 2015 haar 90-jarig bestaan. Euclides is daarmee vrijwel vanaf de oprichting het verenigingsorgaan van de NVvW. Ter gelegenheid van dat jubileum is het blad vanaf de eerste jaargang digitaal toegankelijk gemaakt via het archief op de website van het blad. Daarop kunnen alle verschenen nummers als pdf-bestand worden gedownload. Zoeken van een tekst of tekstdeel binnen zo'n nummer is eveneens mogelijk.
Sinds 2017 is Euclides ook digitaal te lezen; met een app of via de eigen website.